# Posta (Itália)
Posta é uma comuna italiana da região do Lácio, província de Rieti, com cerca de 824 habitantes. Estende-se por uma área de 65 km², tendo uma densidade populacional de 13 hab/km². Faz fronteira com Borbona, Cittareale, Leonessa, Micigliano, Montereale (AQ).

## Demografia
| Variação demográfica do município entre 1861 e 2011                               |
|                                                                                   |
| Fonte: Istituto Nazionale di Statistica (ISTAT) - Elaboração gráfica da Wikipedia |